# Mesolelaps cyaneiventris
Mesolelaps cyaneiventris är en stekelart som beskrevs av William Harris Ashmead 1901. Mesolelaps cyaneiventris ingår i släktet Mesolelaps och familjen puppglanssteklar. Inga underarter finns listade i Catalogue of Life.